# Chester-le-Street
Chester-le-Street je město v severovýchodním anglickém hrabství Durham. K jeho dějinám neoddělitelně patří římská pevnost Concagis. Dědictvím po ní je slovo "Chester" v názvu města (z latinského výrazu castra); "Street" je naproti tomu odkazem na římskou dlážděnou silnici, která touto lokalitou šla směrem od severu k jihu a v současné době její trasu přes město zhruba sleduje ulice Front Street.

## Poloha města a základní informace
Chester-le-Street leží 11 km jižně od města Newcastle upon Tyne a 13 km na západ od Sunderlandu v údolí řeky Wear. V tamějším farním kostele Panny Marie a svatého Cuthberta bylo 112 let uloženo tělo sv. Cuthberta, než byly jeho ostatky přeneseny do katedrály v Durhamu, a právě tam došlo k prvnímu překladu evangelií do angličtiny, když Aldred vpisoval staroanglické poznámky mezi řádky Lindisfarnského evangeliáře.
Toto město má právo konat trhy; jsou v úterý, pátek a v sobotu.

## Z dějin

### Etymologie a vývoj jeho názvu
Římané svou pevnost nazvali Concangis nebo Concagium, což je latinská podoba keltského názvu té oblasti a také toku Cong Burn, který městem protéká. Přesný název není jistý, protože se nevyskytuje v římských záznamech, ale obvykle je v dnešní době uváděn název Concangis.
Staroanglické tvary jména znějí Cuneceastra a Conceastre. Oba tyto názvy převzaly první dvě slabiky římského názvu, k nim se připojilo staroanglické slovo ceaster 'římské opevnění', které se časem zkrátilo na Chester. Ale protože jde o název u anglických měst běžný, ve středověku k němu pro odlišení přidali "Street", podle tamější římské silnice. Univerzální etymologický anglický slovník z roku 1749 uvádí podobu názvu města “Chester upon Street”. Tento název byl později zkrácen do současné podoby.

### Od nejstaršího osídlení přes římskou pevnost po středověk
Existují důkazy o tom, že u řeky Wear žili lidé v době železné, ale historie Chester-le-Street začíná římskou pevností Concangis. Stála u římské silnice Cade´s Street. Římané ji kolem roku 100 nebo 216 postavili na přírodní vyvýšenině mezi řekou Wear na východě a jejím přítokem Cong Burn na severu. Z pevnosti zůstalo málo, ale je známo, že kostel Panny Marie a sv. Cuthberta stojí v jejím středu. Vojenská posádka ve městě zůstala až do doby, kdy Římané v roce 410 Británii opustili. V té době byla řeka Wear splavná přinejmenším k pevnosti Concangis a přivážely se po ní potraviny pro tamější posádku.

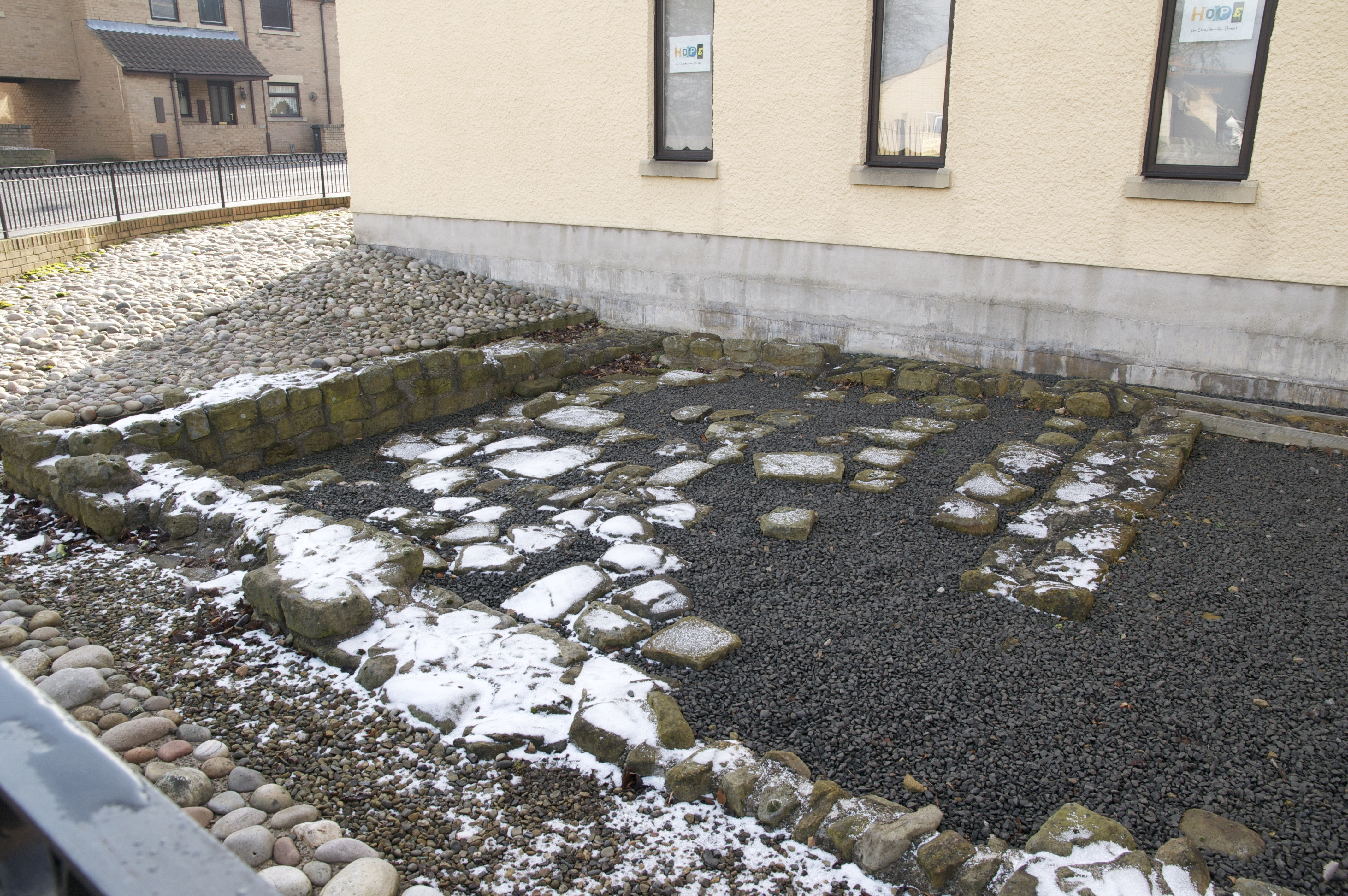
Rekonstrukce domů důstojníků v pevnosti Concangis

Kdo tam žil po odchodu Římanů, o tom neexistují žádné písemné doklady; až v roce 883 se tam zastavila skupina mnichů vyhnaných před sedmi lety z Lindisfarne a postavila dřevěnou svatyni a kostel sv. Cuthberta, jehož ostatky s sebou přinesli.

### Křesťanství
Město se díky jejich přítomnosti stalo centrem křesťanství pro značnou část severovýchodu Anglie, protože tam sídlil lindisfarnský biskup, takže kostel byl vlastně katedrála. Tam mniši přeložili do angličtiny Lindisfarnský evangeliář, který s sebou přinesli. Zůstali tam 112 let, než se v roce 995 po nájezdech Vikingů přesunuli do bezpečnějšího Durhamu.

## Doprava

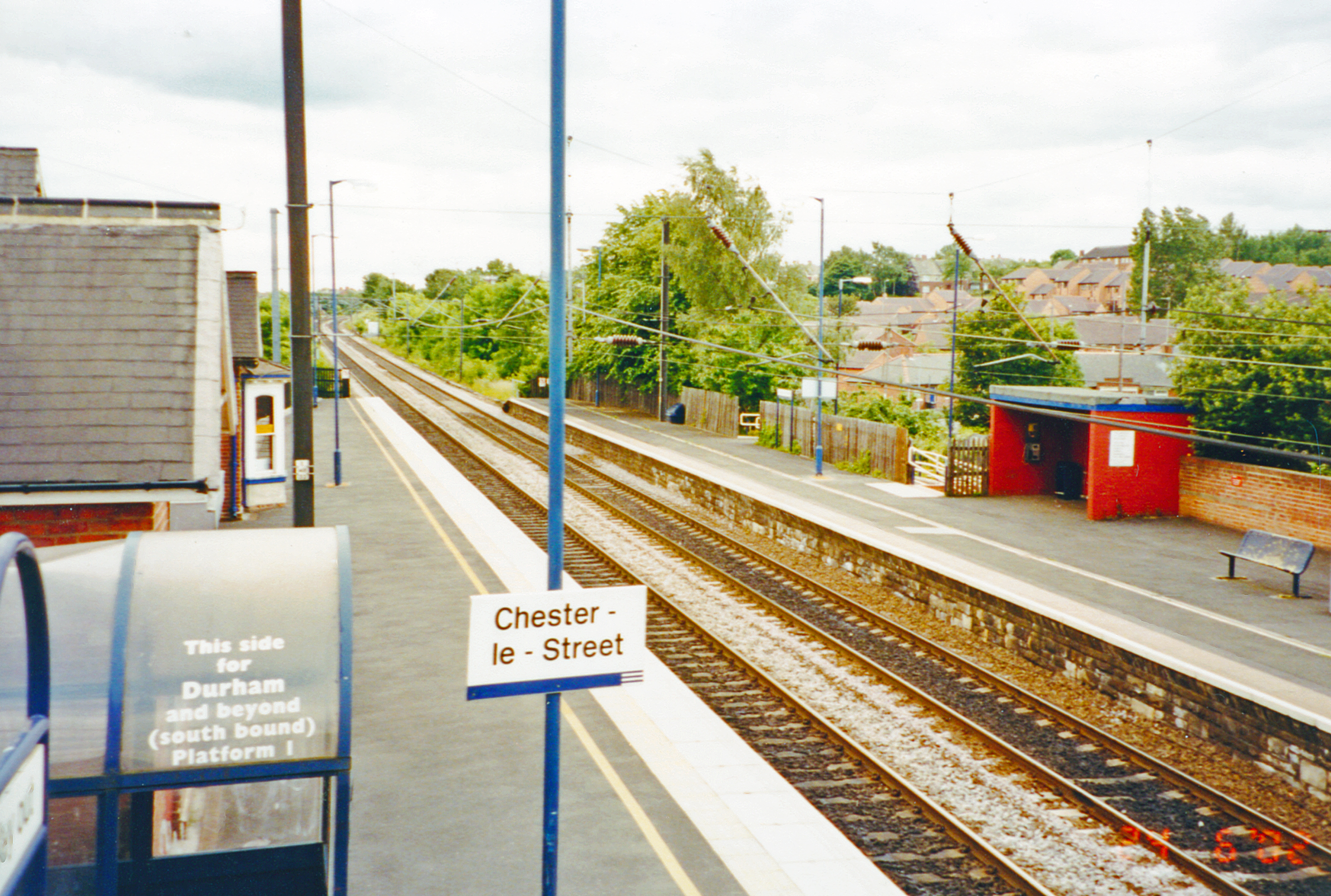
Železniční stanice Chester-le-Street, trať elektrifikována v roce 1990

Starověká Cadeova cesta leží pod pozdějšími silnicemi, z nichž se časem stala Great North Road, hlavní cesta z Londýna a z jihu Anglie do Newcastlu a Edinburghu. Poloha města na silnici hrála významnou roli nejen v jeho názvu, ale i vývoji; tamější hostince poskytovaly zázemí pro obchod a cestování: jezdci i koně si potřebovali odpočinout na cestách, které obvykle zabraly několik dní. Nejlépe se jim dařilo v první polovině 19. století, protože stále více lidí (i pošta) jezdilo dostavníkem; změna přišla až s příchodem železnice. V současnosti má město obchvat, nejdříve ho obcházela silnice A167, kterou nahradila rychlejší A1 (M).

## Ekonomika

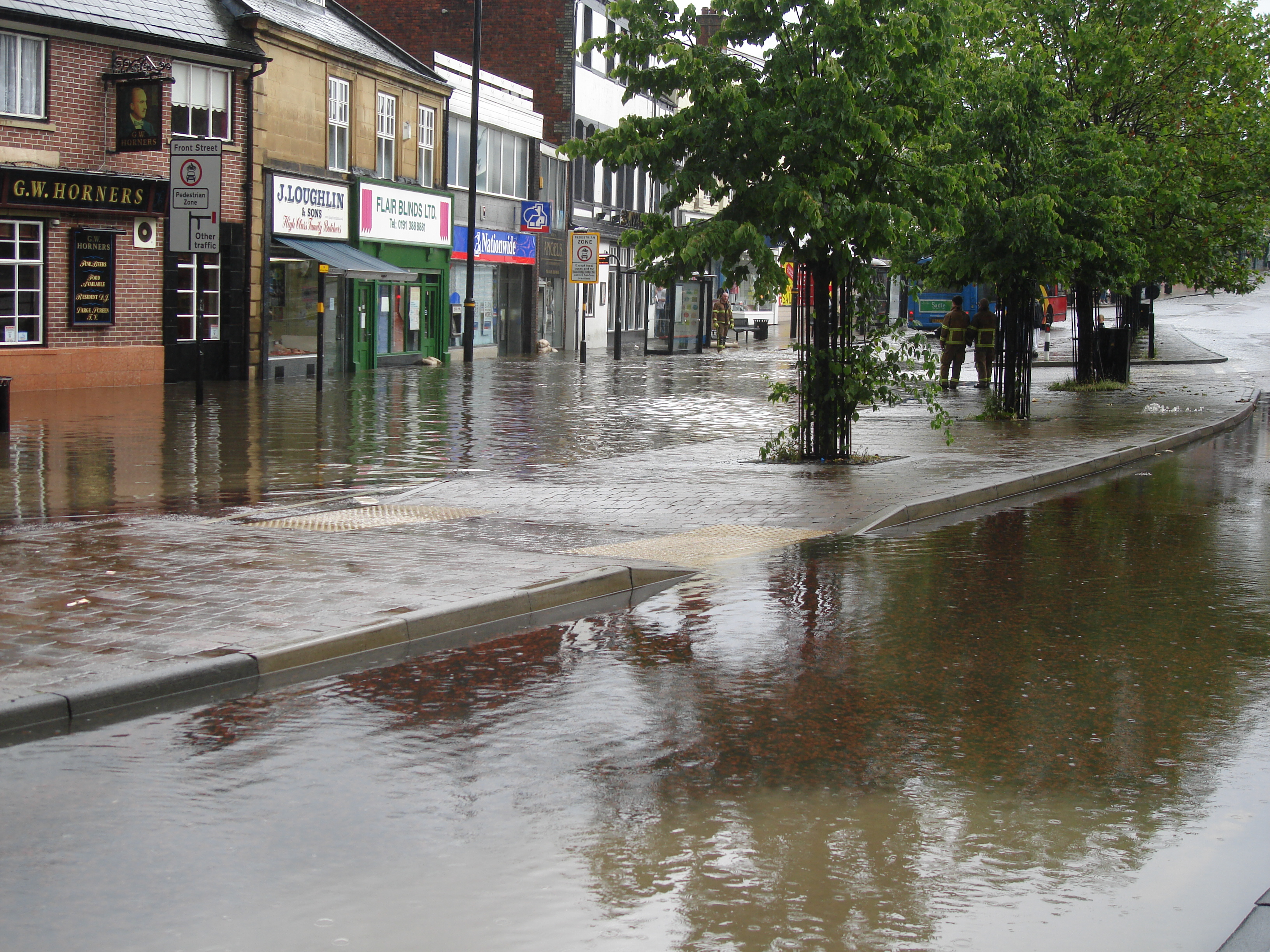
Ulice Front Street zaplavená v roce 2007

Uhlí také na podobě města zanechalo stopu. V okolí se těžilo od konce 17. století, hlavně nedaleko řek, kvůli snazší dopravě po moři do jiných částí země. Rozšiřování dolů a příliv horníků zároveň podporoval místní podniky, a to nejen hostince, ale i nové obchody a služby, které přitahovaly další obyvatele. Ti později pracovali v nových odvětvích průmyslu tohoto města, které mělo dobré spojení s okolím a přístup k surovinám.

## Podnebí
Město má mírné podnebí a dostává podstatně méně srážek, než jaký je průměr ve Spojeném království. Přesto tam čas od času dochází k záplavám. Střed města občas postihnou bleskové povodně, obvykle po velmi vydatném dešti ve městě a okolí, když Cong Burn všechnu vodu nedokáže odvést. Zaplavena bývá zejména dolní část Front Street.